# أحمد ياسين (لاعب كرة قدم)
أحمد ياسين غني (مواليد 22 أبريل 1991) لاعب كرة قدم عراقي. يلعب بمركز الوسط مع نادي أوربرو السويدي ومنتخب العراق. لعب سابقا في عدة أندية سويدية واحترف في قطر في نادي الخور ونادي معيذر واحترف في السعودية في نادي الخلود.

## حياته الشخصية
ولِد أحمد ياسين في بغداد، وكان يسكن مع عائلته في شارع فلسطين. وهو ينحدر من عائلة من الأكراد الفيلية انتقلت لبغداد في منتصف السبعينات. وفي سن الثلاث سنوات هاجر مع عائلته إلى السويد. بدأ لعب كرة القدم في سن الخامسة. وهو يشارك مع اخوته الأكبر منه سلار، وآراز، وزيد في اللعب لنادي أوريبرو ومن ثم آنتقل إلى الدوري الدنمآركي وبعدهآ عآد إلى الدوري السويدي من بوآبه ايك

## إحصاءات

### الدولية
آخر تحديث 15 تشرين الأول 2024.
| منتخب العراق | منتخب العراق | منتخب العراق | منتخب العراق |
| السنة        | المباريات    | الأهداف      |              |
| ------------ | ------------ | ------------ | ------------ |
| 2012         | 14           | 1            |              |
| 2013         | 7            | 0            |              |
| 2014         | 8            | 0            |              |
| 2015         | 11           | 3            |              |
| 2016         | 5            | 0            |              |
| 2017         | 7            | 1            |              |
| 2018         | 3            | 1            |              |
| 2019         | 5            | 0            |              |
| 2024         | 3            | 0            |              |
| المجموع      | 63           | 6            |              |

### الأهداف الدولية
| #  | التاريخ              | المكان                                  | الخصم          | عدد الاهدف | النتيجة | المناسبة                   |
| -- | -------------------- | --------------------------------------- | -------------- | ---------- | ------- | -------------------------- |
| 1. | 18 كانون الأول 2012  | ملعب علي صباح السالم، الفروانية، الكويت | عمان           | 2–0        | 2–0     | بطولة اتحاد غرب آسيا 2012  |
| 2. | 20 كانون الثاني 2015 | ملعب كانبرا، كانبرا، أستراليا           | فلسطين         | 2–0        | 2–0     | كأس آسيا 2015              |
| 3. | 23 كانون الثاني 2015 | ملعب كانبرا، كانبرا، استراليا           | إيران          | 1–1        | 3–3     | كأس آسيا 2015              |
| 4. | 3 أيلول 2015         | ملعب شهيد دستغردي، طهران، إيران         | تايبيه الصينية | 3–0        | 5–1     | تصفيات كأس العالم 2018     |
| 5. | 23 آذار 2017         | ملعب شهيد دستغردي، طهران، ايران         | أستراليا       | 1–1        | 1–1     | تصفيات كأس العالم 2018     |
| 6. | 21 آذار 2018         | ملعب جذع النخلة، البصرة                 | قطر            | 1–1        | 2–3     | بطولة الصداقة الدولية 2018 |

## وصلات خارجية
- ياسين غني.html أحمد ياسين على فرق كرة القدم الوطنية.كوم
- أحمد ياسين على موقع الاتحاد الدولي (مؤرشف)  (الإنجليزية)
- أحمد ياسين على موقع اتحاد السويد (السويدية)
- أحمد ياسين على موقع اتحاد تركيا (لاعب) (الإنجليزية)
- أحمد ياسين على موقع قاعدة بيانات كرة القدم.إي يو (الإنجليزية)
- أحمد ياسين على موقع ناشيونال فوتبول تيمز (الإنجليزية)
- أحمد ياسين على موقع Soccerway.com (الإنجليزية)